# Mucja
Mucja (bułg. Муця) – wieś w Bułgarii, w obwodzie Gabrowo, w gminie Drjanowo. Miejscowość jest wyludniała.